# Gornja Šumetlica
Gornja Šumetlica je naselje u Republici Hrvatskoj u Požeško-slavonskoj županiji, u sastavu grada Pakraca.

## Zemljopis
Gornja Šumetlica se nalazi istočno od Pakraca, na sjeverozapadnim obroncima Psunja.

## Stanovništvo
Prema popisu stanovništva iz 2011. godine Gornja Šumetlica je imala 65 stanovnika.
| broj stanovnika | 210   | 360   | 325   | 231   | 340   | 330   | 315   | 356   | 293   | 294   | 278   | 217   | 199   | 138   | 76    | 65    | 32    |
|                 | 1857. | 1869. | 1880. | 1890. | 1900. | 1910. | 1921. | 1931. | 1948. | 1953. | 1961. | 1971. | 1981. | 1991. | 2001. | 2011. | 2021. |